# IAI Harop
IAI Harop je lebdeće streljivo koje je razvio MBT odjel kompanije Israel Aerospace Industries. Streljivo lebdi iznad bojnog polja i po naredbi napada mete.

## Pregled
IAI Harop ima vrijeme letenja od 6 sati i domet od 1000 km u oba smjera. To je veća verzija IAI Harpy i lansira se iz spremnika sa zemlje ili mora, ali se može prilagoditi za lansiranje iz zraka. Haropom upravlja daljinski operater koji može odabrati statične ili pokretne mete koje otkrije elektrooptički senzor letjelice.
IAI je razvio manju verziju Haropa za manje aplikacije pod nazivom Mini-Harop ili Green Dragon. Manji Harop veličine je jedne petine normalnoga i ima lakšu bojnu glavu od 3 – 4 kg.  Izdržljivost mu je 2 do 3 sata i koristi se taktički protiv vremenski kritičnih ciljeva ili onih koji se skrivaju i ponovno pojavljuju.

## Operateri
- Azerbejdžan[4]
- Njemačka (samo za probne svrhe, bez prelaska na redovnu upotrebu)
- Maroko[5]
- Indija[6]
- Turska[7]
- Izrael[7]
- Singapur

## Tehnički podaci
- Posada: —
- Dužina: 2,5 m
- Raspon krila: 3,00 m
- Domet komunikacije: 200 km
- radarski potpis (RCS): < 0,5m2

### Performanse
- Najveća brzina: 417 km/h (225 čv)
- Domet: 1000 km
- Izdržljivost: 9 sati
- Plafon leta: 4600 m (15.000 stopa)

### Naoružanje
- bojeve glave od 23 kg
- preciznost (CEP): < 0,5 m s bojnom glavom od 16 kg